# Walter Schellenberg
Walther Friedrich Schellenberg (Saarbrücken, 1910. január 16. – Torino, 1952. március 31.) az egyesített SD és Abwehr vezetője, Wilhelm Canaris utódjaként a katonai hírszerzés vezetője és 1944. június 21. után a rendőrség vezetője is. Nürnbergben háborús bűnökért elítélték.

## Élete

### Tevékenysége a háború idején
A Saar-vidéken született, családja az 1918-as francia megszállás elől Luxemburgba menekült. 1929-ben felvették a bonni egyetemre, ahol jogi és orvosi tanulmányokat folytatott. Az SS-be és az náci pártba 1933-ban lépett be. Himmler felfigyelt a tehetséges fiatalemberre. Schellenbergből csakhamar Himmler egyik legfiatalabb munkatársa lett. Az SD-ben berlini szervezetében Reinhard Heydrich közvetlen munkatársaként tevékenykedett. Walter Schellenberg egyike volt a venlói emberrablás megszervezőinek, amely szétverte a britek nyugat-európai hírszerző hálózatát és megnyitotta az utat Hollandia 1940-es lerohanása előtt.Hitler és Himmler az áruló Otto Strasser meggyilkolásával is megbízta Schellenberget, de a kísérlet kudarcba fulladt. Részt vett a VIII. Edward korábbi angol uralkodó elrablását célzó 1940-es akcióban.
A háború alatt a németek által megszállt Európában hátrahagyott szovjet hírszerzők (a Vörös Zenekar) és a hitleri rezsimmel szembeszegülő ellenálló csoportok felderítésén dolgozott. Szolgálataiért többször kitüntették, az SS-gyűrű mellett elnyerte a Vaskereszt másod- és első osztályát is. 1944-ben Wilhelm Canaris székét elfoglalva ő lett az Abwehr vezetője is - majd július 23-án személyesen ő tartóztatta le a tengernagyot. A háború végén Himmler megbízásából a nyugati szövetségesekkel próbálta meg felvenni a kapcsolatot Stockholmban, de kísérletezése kudarcot vallott. Dániában, 1945 júniusában esett a szövetségesek fogságába.

### A háború után
A háború után a náci háborús főbűnösök perében tanúként hallgatták meg, ahol a vádlottak ellen vallott. 1949-ben Schellenberget is hat év börtönre ítélték háborús bűnök miatt. Büntetése alatt írta meg visszaemlékezéseit, amely 1959-ben jelent meg Kölnben (Angolul The Labyrinth, azaz A labirintus címmel). 1951-ben egészségi állapotának romlása miatt szabadon engedték. Előbb Svájcba ment, majd az olaszországi Verbania Pallanzában telepedett le. 1952-ben rákban halt meg.
Schellenberg a háborús kémhistóriák visszatérő alakja. A Salon Kitty című amerikai filmben Helmut Berger alakította. A tavasz tizenhét pillanata című szovjet filmsorozatban Oleg Tabakov alakításában Stirlitz főnökeként tűnik fel. A Radó Sándor emlékiratai alapján készült Dóra jelenti (r.: Bán Róbert, 1978) című filmben Szacsvay László személyesítette meg. A filmek mellett számos regényben és novellában is szerepelt.

## Műve magyarul
- Walter Schellenberg emlékiratai; ford. Harsányi Zoltán; Téka–Zrínyi, Bp., 1989
- Walter Schellenberg emlékiratai; ford. Harsányi Zoltán; Zrínyi, Bp., 1997

## Fordítás
- Ez a szócikk részben vagy egészben  a   Walter Schellenberg című német Wikipédia-szócikk ezen változatának fordításán alapul.  Az eredeti cikk szerkesztőit annak laptörténete sorolja fel. Ez a jelzés csupán a megfogalmazás eredetét és a szerzői jogokat jelzi, nem szolgál a cikkben szereplő információk forrásmegjelöléseként.
- Ez a szócikk részben vagy egészben  a   Walter Schellenberg című angol Wikipédia-szócikk ezen változatának fordításán alapul.  Az eredeti cikk szerkesztőit annak laptörténete sorolja fel. Ez a jelzés csupán a megfogalmazás eredetét és a szerzői jogokat jelzi, nem szolgál a cikkben szereplő információk forrásmegjelöléseként.